# Аракарі червоношиїй
Аракарі червоношиїй (Pteroglossus bitorquatus) — вид дятлоподібних птахів родини туканових (Ramphastidae).

## Поширення
Вид поширений в Бразилії та на сході Болівії. Поширений на південь від Амазонки та на південний схід від річки Мадейра. Його природним середовищем існування є субтропічні або тропічні вологі низинні ліси та сильно деградовані колишні ліси.

## Підвиди
Таксон містить три підвиди:
- P. b. sturmii Natterer, 1843 — трапляється в центральній частині Бразилії на сході Болівії.
- P. b. reichenowi Snethlage, E, 1907 — в північно-центральній частині Бразилії.
- P. b. bitorquatus Vigors, 1826 — на північному сході Бразилії.